# اختلال زبانی
اختلالات زبانی اختلالاتی هستند که شامل پردازش اطلاعات زبانی می‌شوند. مشکلاتی که ممکن است تجربه شوند، می‌توانند شامل دستور زبان (نحو و/یا صرف)، معناشناسی (معنی) یا دیگر جنبه‌های زبان باشند. این مشکلات می‌توانند دریافتی (شامل درک زبانی مختل)، بیانی (شامل تولید زبان) یا ترکیبی از هردو باشند. اختلال زبانی خاص یا اصطلاحاً بهتر اختلال تکاملی زبان و زبان‌پریشی از جمله نمونه‌های اختلال زبانی هستند. اختلالات زبانی می‌توانند هم زبان گفتاری و هم زبان نوشتاری را تحت تأثیر قرار دهند و همینطور زبان اشاره را.
اطلاعات کنونی نشان می‌دهند که هفت درصد کودکان کم‌سن‌وسال اختلال زبانی از خود نشان می‌دهند و تشخیص پسران دو برابر دختران است.